# Verfassungsreferendum in São Tomé und Príncipe 1990
Das Verfassungsreferendum in São Tomé und Príncipe 1990 fand am 22. August 1990 statt und bezeichnet den Übergang des westafrikanischen Inselstaates São Tomé und Príncipe zur Wahldemokratie und zum Mehrparteiensystem. Zur Abstimmung stand eine neue Verfassung, die erstmals seit der Unabhängigkeit des Landes 1975 sowohl die Mehrparteiendemokratie festschrieb als auch die Amtszeit des Präsidenten auf zwei Legislaturperioden beschränkte.
95,3 % der Wähler stimmten der Einführung der neuen Verfassung zu und bereiteten so den Weg für die Parlamentswahl am 20. Januar 1991, die erste freie Wahl im Land überhaupt.

## Ergebnisse
|          | Stimmenzahl | %    |
| -------- | ----------- | ---- |
| dafür    | 38.100      | 95,3 |
| dagegen  | 1.852       | 4,7  |
| ungültig | 2.381       | —    |
| total    | 42.333      | 100  |